# Tiago Mendes
Tiago Cardoso Mendes (pronunție în portugheză [tiˈaɣu], n. 2 mai 1981, Viana do Castelo) este un jucător de fotbal portughez.

## Palmares
Cu Benfica
Câștigător:
- Cupa Portugaliei: 2003–04

Cu Chelsea
Câștigător:
- Premier League: 2004–05
- Football League Cup: 2004–05
- FA Community Shield: 2005

Cu Lyon
Câștigător:
- Ligue 1: 2005–06, 2006–07
- Supercupa Franței: 2005, 2006

Locul doi:
- Coupe de la Ligue: 2007

Cu Atlético Madrid (loan)
Locul doi:
- Copa del Rey: 2009–10